# Tovomitidium speciosum
Tovomitidium speciosum là một loài thực vật có hoa trong họ Bứa. Loài này được (Ducke) Ducke miêu tả khoa học đầu tiên năm 1935.